# Limau Manis (Kemuning)
Limau Manis is een bestuurslaag in het regentschap Indragiri Hilir van de provincie Riau, Indonesië. Limau Manis telt 835 inwoners (volkstelling 2010).